# Dražen Ričl
Dražen Ričl (Sarajevo, 12. ožujka 1962. – Beograd, 1. listopada 1986.) bio je bosanskohercegovački glazbenik, jedan od osnivača i prvi pjevač Crvene jabuke, gitarist sastava Elvis J. Kurtović & His Meteors, glumac u Top listi nadrealista te član PRIMUS-a i jedan od pokretača novog primitivizma.

## Životopis
Ričl je odrastao na Koševu s majkom Elvirom, pošto mu je otac Ferdinand umro u djetinjstvu. Završio je srednju glazbenu školu, a kasnije se upisao na novinarstvo na Fakultetu političkih nauka. Ubrzo je počeo svirati u grupi Ozbiljno pitanje, zajedno sa Zlatkom Arslanagićem, a zatim i s grupom Elvis J. Kurtović, gdje je svirao u razdoblju od 1981. do 1985. Međutim, napušta ih početkom 1985. i s Arslanagićem osniva grupu Crvena jabuka. U Zlajinom potkrovnom stanu pišu pjesme za prvi album Crvene jabuke. U sastav dolazi basist iz Zenice Aljoša Buha, klavijaturist Dražen Žerić i bubnjar Darko Jelčić Cunja, također iz Zenice.
Ričl je jedno vrijeme bio voditelj na radiju Sarajevo zajedno s budućim nadrealistima Neletom Karajlićem, Zlatkom Arslanagićem, Zenitom Đozićem i Borisom Šiberom u humorističkoj emisiji i preteči prvih nadrealista PRIMUS (Priče i muzike subotom). Glumio je u prvoj sezoni serije Top lista nadrealista iz 1984.
S grupom Crvena jabuka snimio je istoimeni album, koji vrlo brzo postaje jedna od najtraženijih ploča i pjesme koje je Zijo pjevao široko poznate i popularne. Počinju s nastupima i do ljeta 1986. dosežu do samog vrha jugoslavenske rock-scene. Nastupaju svuda, na radiju, televiziji, koncertima širom Jugoslavije. S Crvenom jabukom snimio je spotove za pjesme "Bježi, kišo s prozora", "S tvojih usana", "Nek te on ljubi", i "Dirlija", 
Početkom rujna 1986. snimio je demoverzije pjesama za sljedeći album - Nema više vremena, Umrijet ću noćas od ljepote, Tugo nesrećo, Uzmi me (kad hoćeš ti), Otrov, Da je samo malo sreće ,Ako,ako, Osim tebe ljubavi, Za sve ove godine. Jedan od najvećih hitova Crvene jabuke s drugog albuma, Tugo nesrećo, napisao je Dražen Ričl kao jednu od posljednjih svojih pjesama.
Ričl je 18. rujna 1986. doživio prometnu nesreću kad je s Arslanagićem i Buhom pošao na koncert u Mostar. Buha je nastradao na licu mjesta, a Ričl je prebačen u Beograd na VMA zbog teških tjelesnih ozljeda, ali je preminuo 2 tjedna kasnije, 1. listopada. Sahranjen je na sarajevskom groblju Bare. Na mjestu nesreće kod Jablanice, godine 2009. postavljena je spomen-ploča.
Godine 1986. Crvena jabuka održava koncert u Skenderiji u čast Dražena i Aljoše, a koncert se zvao "Pjesma za Crvenu jabuku".